# Villenkolonie Am Priel-Hof
Die Villenkolonie Am Priel-Hof befindet sich im Münchner Stadtteil Bogenhausen-Priel. Diese Villenkolonie ist nicht zu verwechseln mit der Gartenstadt Bogenhausen-Priel.

## Lage
Die Villenkolonie Am Priel-Hof wird von der Effnerstraße durchquert sowie von der Englschalkinger Straße und Oberföhringer Straße (früher: Ismaninger Hauptstraße) eingefasst. Die Anlage besteht aus der Normannen-, Rudlieb-, Frithjof-, Ortnit-, Odin-, Asgard- und Muspelheimstraße, so dass auch „Normannen-Siedlung“ als Name für die Anlage vorgeschlagen wurde.

## Geschichte
Die Villenkolonie wurde ab 1934 im gleichnamigen Ortsteil Priel in Bogenhausen errichtet. Namensgebend war die Straßeneinkehr (Gaststätte) „Priel-Hof“, die an der Ismaninger Hauptstraße (heute: Oberföhringer Straße 42) stand, bis sie 1960 abgerissen wurde. Der Name des Gasthauses wiederum bezog sich auf ein altes Bogenhausener Bauernanwesen, den Prielhof (vergleichbar mit dem Prielhof des Klosters Scheyern), der schon 1288/1304 belegt ist sowie auf den Priel-Wald und die Straße „Am Priel“. Das Richtfest fand bei den ersten drei Villen im September 1934 statt.
Der Architekt Emil Wolf erstellte den Aufteilungsplan für die Villenkolonie, der das Gelände von knapp 123000 m² (36 Tagwerk) in 126 Parzellen aufteilte, welche im Schnitt eine Größe von etwa 600 m² hatten. Für die Bebauung waren freistehende Ein- und Zweifamilienhäuser mit Erdgeschoss und erstem Stock vorgesehen. Darüber hinaus gab es für die Villen, die hier entstehen sollten, kein festgelegtes architektonisches Schema. Damit stand es den künftigen Villenbesitzern überwiegend frei, wie sie bauen wollten – jedoch lag die Gesamtaufsicht über die Villenkolonie beim Architekten Emil Wolf.

## Zeitgenössische Zeitungsberichte über die Villenkolonie
- Münchner Zeitung – Nummer 163 vom 12. Juni 1934
- Völkischer Beobachter – Nummer 24 vom 24. Januar 1938
- Weißthanner, Traditionen – Nummer 485 (1288/1304)
- Münchner Neueste Nachrichten – Nummer 107 vom 17. April 1935 sowie Nummer 216 vom 8. August 1936